# Parafia św. Marcina Biskupa w Gnojniku
Parafia pw. Świętego Marcina Biskupa w Gnojniku – parafia rzymskokatolicka znajdująca się w diecezji tarnowskiej, w dekanacie Brzesko.

## Historia
Niektóre dokumenty jako datę powstania parafii podają 1160 rok. Niestety nie zachował się dokument erekcyjny, gdyż został on prawdopodobnie spalony podczas najazdu przez wojska Rakoczego w 1657 roku. Istnienie parafii potwierdza także zapis historyczny z 1215, w którym biskup krakowski Wincenty Kadłubek podarował kapitule krakowskiej dziesięciny z Czchowa oraz dziewiętnastu położonych wokół niego wsi – w tym Gnojnika. Pierwsza – nie budząca żadnych wątpliwości – wzmianka o istnieniu kościoła i parafii pochodzi ze spisu świętopietrza z 1325 roku.
Kościół św. Marcina Biskupa został zbudowany w 1380 z fundacji Marka Żegoty, a konsekrowany w 1382 przez biskupa Jana Radlicę. Od 8 maja 2006 prowadzone są prace budowlane przy nowym kościele pw. Matki Bożej Fatimskiej. Kamień węgielny został poświęcony przez papieża Benedykta XVI w Krakowie 28 maja 2006, a wmurował 29 sierpnia 2009 bp Wiesław Lechowicz.

## Proboszczowie i administratorzy
- Andrzej – ok. 1325

- Marcin – ok. 1400
- Marcin – ok. 1434
- Piotr – 1492-1513
- Mikołaj Borek – ok. 1527
- Mikołaj Pszonka – 1527-1548
- Jakub Kruszek – 1548-1551
- Stanisław Gumowski – 1551-1561
- Bartłomiej Szumski – 1561-1577
- Stanisław Tłokiński – 1577-1584
- ks. Jan Cisz – ok. 1616
- ks. Adam Milewski – 1633-1657
- ks. Błażej Jemielski – 1657-1671
- ks. Jakub Tarłowski – 1672-1705
- ks. Grzegorz Gordziński – 1705-1706 (administrator)
- ks. Kazimierz Adamkiewicz – 1706-1717
- ks. Jan Zarzecki – 1717-1732
- ks. Wawrzyniec Pieniążkiewicz – 1732-1743
- ks. Jakub Kaliński – 1743-1743 (komendariusz)
- ks. Sebastian Gomulski – 1743-1772
- ks. Maciej Szymczakiewicz – 1772 (administrator)
- ks. Józef Mietelski – 1772-1784
- ks. Jan Księżak – 1784-1789
- o. Antoni Konopacki – 1789-1826
- ks. Stanisław Oleaczek – 1826-1841
- ks. Walenty Wolski – 1841-1842 (administrator)
- ks. Józef Tarchała – 1842-1850
- ks. Michał Szczurowski – ok. 1850 (administrator)
- ks. Walenty Danek – 1850-1859
- ks. Andrzej Zembrzycki – 1859 (administrator)
- ks. Jacenty Glazor – 1859-1863
- ks. Jerzy Glatz – 1863 (administrator)
- ks. Franciszek Jaglarz – 1863-1892
- ks. Stanisław Jaglarz – 1892 (administrator)
- ks. Michał Kryza – 1892-1904
- ks. Kazimierz Salewski – 1905 (administrator)
- ks. Józef Nowak – 1905-1927
- ks. Michał Paczyński – 1927 (administrator)
- ks. Michał Lisowski – 1927-1937
- ks. Stanisław Góra – 1937-1937 (administrator)
- ks. Adam Duszkiewicz – 1937-1964
- ks. Stanisław Świerczek – 1964–1965 (administrator)
- ks. Teodor Madeja – 1965–1969
- ks. Julian Osmola – 1969-1996
- ks. Andrzej Ogrodnik – 1996–2002
- ks. Marian Zapiór – od 2002[3]